# KGpg
KGpg（ケージーピージー）は GnuPG の KDE におけるグラフィカルフロントエンドである。

## 機能
KGpg には鍵管理ウィンドウやエディタが含まれている。ユーザは簡単に暗号鍵を作成したり、メッセージを書いたり、暗号化したり、復号したり、検証したりできる。Konqueror ブラウザとの統合により、右クリックしてメニューから「アクション」>「ファイルを暗号化」を選ぶことによりユーザは簡単にファイルを暗号化することができる。Konqueror 内の暗号化したファイルを左クリックするとユーザはファイルを復号するパスワードを求められる。公開鍵や秘密鍵を作ることができ、また鍵をエクスポート/インポートできる。ユーザは鍵に署名でき、有効期限を設定できる。